# Ferid Murad
Ferid Murad (Whiting, Indiana, 14 de septiembre de 1936 - Menlo Park, California, 4 de septiembre de 2023) fue un médico y farmacólogo estadounidense reconocido con el premio Nobel en 1998.

## Biografía
El hijo de un albanés, John Murad (nacido como Xhabir Murat Ejupi), y de una estadounidense, Henrietta Bowman. Nació en Whiting, Indiana, Estados Unidos. Estudió Medicina en Cleveland, en la Case Western Reserve University, donde se doctoró en Medicina y Farmacología en 1965. Trabajó en la Universidad de Virginia, donde fue nombrado profesor en 1970. También fue profesor en la Universidad Stanford, desde 1981, y en la Universidad de Chicago.
En 1998 abandonó Stanford para aceptar el cargo de vicepresidente en Abbott Laboratories. En 1993 fundó su propia empresa farmacéutica, Molecular Geriatrics Corporation. Murad la abandonó por problemas financieros y se incorporó a la Universidad de Texas. Allí se hizo cargo de un nuevo departamento que integra investigación en los campos de la Biología, Farmacología y Fisiología.
Recibió el premio Nobel de Fisiología o Medicina, compartido con Robert F. Furchgott y Louis J. Ignarro, en 1998, cuando trabajaba en la Universidad de Texas (Houston). Sus trabajos fundamentales fueron el campo del análisis del mecanismo de acción de la nitroglicerina y otros agentes vasodilatadores, descubriendo en 1977 que la producción de óxido nítrico afectaba a las células musculares lisas. La decisión del Comité Nobel recibió críticas al no haber premiado también a Salvador Moncada, que había obtenido los mismos resultados que Ignarro.
Por estas mismas investigaciones, Murad y Furchgott recibieron en 1996 el Premio Albert Lasker por Investigación Médica Básica.